# Еуридика (ТВ филм)
„Еуридика“ је југословенски ТВ филм из 1967. године. Режирао га је Славољуб Стефановић Раваси, према сопственом сценарију.

## Улоге
| Глумац                  | Улога |
| ----------------------- | ----- |
| Слободан Алигрудић      |       |
| Милутин Бутковић        |       |
| Михаило Јанкетић        |       |
| Михајло Бата Паскаљевић |       |
| Ратко Сарић             |       |
| Неда Спасојевић         |       |